# 함산공주
함산공주(중국어: 含山公主, 1381년 - 1462년 10월 18일)는 명나라의 공주이다. 명 태조 주원장의 14녀이고, 어머니는 한비이다.
홍무 13년, 함산공주가 태어났다. 홍무 27년 8월 16일 (1394년 9월 11일), 공주는 윤청에게 하가하였다. 공주가 두 아이를 낳았는데, 윤청은 건문 초년에 후부도독사를 맡았고, 공주보다 먼저 세상을 떠났다.
영락 3년, 공주는 함산장공주로 봉해졌다. 영락 22년 11월 임신일 (1424년 11월 21일), 성조가 붕어하여, 함산대장공주에 봉해졌다. 공주는 태조의 딸로, 홍무, 건문, 영락, 홍희, 선덕, 정통, 경태, 천순의 8명의 황제를 거쳤고, 명나라의 조상으로, 명 영종의 증고모뻘이다. 천순 6년 9월 26일 (1462년 10월 18일), 공주는 82세의 나이로 사망하였다.